# Zsip
Zsip (szlovákul Žíp) község Szlovákiában, a Besztercebányai kerület Rimaszombati járásában.

## Fekvése
Rimaszombattól 13 km-re keletre, a Balog bal partján fekszik.

## Története
A települést 1295-ben "Izep" alakban említik először. Az 1332 és 1337 között kelt pápai tizedjegyzékben "Isyp", 1395-ben "Isep", 1427-ben "Iseph" néven szerepel. Balog várának uradalmához tartozott, a Széchy család birtoka volt, majd a 17. századtól a murányi uradalom része. A török elpusztította. Később a Coburg és Fáy családok birtoka. 1778-ban 290 lakosa volt. 1828-ban 33 házában 288 lakos élt, akik főként mezőgazdasággal foglalkoztak.
Vályi András szerint "ZSÍP. Magyar falu Gömör Várm. földes Ura G. Koháry Uraság, lakosai többfélék, fekszik Bárczának szomszédságában, mellynek filiája; földgye középszerű, 1/4 részét a’ víz áradások járják."
Fényes Elek szerint "Zsip, Gömör v. magyar falu, a Balogh völgyében: 19 kath., 269 ref. lak. Ref. anyaszentegyházzal. F. u. h. Koburg. Ut. p. Rimaszombat."
Gömör-Kishont vármegye monográfiája szerint "Zsip, balogvölgyi magyar kisközség, 65 házzal és 267 ev. ref. vallású lakossal. Ősrégi község, melyről már a pápai tizedszedők jegyzéke Ysyp néven emlékszik meg. 1427-ben Iseph néven említik, 1460-ban Balogvár tartozéka és ez uradalom sorsában osztozik, mígnem az újabb korban a Coburg herczegi családon kívül a Fáy család is, melynek itt Bodolló pusztán úrilaka is van, megveti benne a lábát. Református templomának építési ideje ismeretlen, Zsiphez tartozik Bodolló puszta, mely hajdan külön község volt. Még 1460-ban is falu. A község postája Felsőbátka, távírója és vasúti állomása Rimaszécs."
A trianoni békeszerződésig Gömör-Kishont vármegye Feledi járásához tartozott. 1938 és 1944 között újra Magyarország része volt.

## Népessége
| Év:            | 1994. | 2004.    | 2014.   | 2024.    |
| -------------- | ----- | -------- | ------- | -------- |
| Emberek száma: | 177   | 237      | 245     | 305      |
| Eltérés:       |       | +33,89 % | +3,37 % | +24,48 % |

| Év:            | 2023. | 2024.   |
| -------------- | ----- | ------- |
| Emberek száma: | 301   | 305     |
| Eltérés:       |       | +1,32 % |

1910-ben 226-an, túlnyomórészt magyarok lakták.
2011-ben 225 lakosából 185 magyar és 32 szlovák.

## Nevezetességei
- Református temploma a 13. században épült gótikus stílusban. 1775-ben átalakították, majd 1820-ban klasszicista stílusban építették át. A templomban középkori freskók, freskótöredékek láthatók. Kazettás mennyezete van. A templomban a falu gályarabságra elhurcolt lelkészének emléktáblája látható.
- Klasszicista kastélya a 19. század közepén épült.

## Külső hivatkozások
- Zsip hivatalos weboldala
- Zsip a Gömöri régió oldalán
- E-obce.sk Archiválva 2011. február 17-i dátummal a Wayback Machine-ben
- Községinfó
- Zsip Szlovákia térképén